# Nouveau Couvent
Het Nouveau Couvent is een voormalig klooster in het Belgische stadje Herve, gelegen aan Avenue Reine Astrid 9.
Dit klooster werd gebouwd in 1884 en omvatte aanvankelijk een symmetrisch U-vormig complex. Dag en nacht werd er aan doorgewerkt zodat het binnen een jaar gereed kwam. Het werd bewoond door de Zusters van Voorzienigheid (Soeurs de la Providence), afkomstig van het Vieux Couvent en er werd onderwijs gegeven. Er kwamen zoveel leerlingen dat het complex aanzienlijk moest worden uitgebreid. Onder meer kwam er een zuidvleugel bij, waardoor een vrijwel geheel omsloten rechthoekig binnenplein ontstond.
Uit het werk van de zusters ontstond het Institut de la Providence, een middelbare school.